# Fortitudo Pallacanestro Bologna 103 2019-2020
Questa voce raccoglie le informazioni riguardanti la Fortitudo Pallacanestro Bologna 103 nelle competizioni ufficiali della stagione 2019-2020.

## Stagione
La stagione 2019-2020 della Fortitudo Pallacanestro Bologna 103 sponsorizzata Pompea, è la 36ª nel massimo campionato italiano di pallacanestro, la Serie A.
Per la composizione del roster si decise di optare per la scelta della formula con 5 giocatori stranieri senza vincoli.

## Roster
Aggiornato al 2 agosto 2019.
| Fortitudo Pompea Bologna 2019-20 | Fortitudo Pompea Bologna 2019-20 |
| Giocatori                        | Staff tecnico                    |
| -------------------------------- | -------------------------------- |

| N. | Naz.                   | Ruolo | Nome                   | Anno | Alt.   | Peso   |  |
| -- | ---------------------- | ----- | ---------------------- | ---- | ------ | ------ |  |
| 3  | Canada (bandiera)      | G     | Kassius Robertson      | 1994 | 191 cm | 82 kg  |  |
| 4  | Italia (bandiera)      | GA    | Pietro Aradori         | 1988 | 196 cm | 100 kg |  |
| 5  | Italia (bandiera)      | G     | Daniele Cinciarini     | 1983 | 193 cm | 89 kg  |  |
| 6  | Italia (bandiera)      | AG    | Stefano Mancinelli (C) | 1983 | 203 cm | 105 kg |  |
| 9  | Italia (bandiera)      | A     | Nicolò Dellosto        | 2000 | 201 cm | 100 kg |  |
| 10 | Stati Uniti (bandiera) | AC    | Maarty Leunen          | 1985 | 206 cm | 98 kg  |  |
| 11 | Stati Uniti (bandiera) | PG    | Jerome Dyson           | 1987 | 191 cm | 82 kg  |  |
| 14 | Stati Uniti (bandiera) | C     | Henry Sims             | 1990 | 208 cm | 112 kg |  |
| 18 | Italia (bandiera)      | A     | Francesco Buscaroli    | 2001 |        |        |  |
| 21 | Italia (bandiera)      | P     | Matteo Fantinelli      | 1993 | 195 cm | 86 kg  |  |
| 22 | Stati Uniti (bandiera) | C     | Ed Daniel              | 1990 | 202 cm | 102 kg |  |
| 23 | Stati Uniti (bandiera) | C     | DeShawn Stephens       | 1989 | 203 cm | 102 kg |  |
| 24 | Croazia (bandiera)     | P     | Rok Stipčević          | 1986 | 185 cm | 85 kg  |  |
| -  | Italia (bandiera)      | P     | Matteo Franco          | 2001 | 183 cm | 81 kg  |  |
| -  | Italia (bandiera)      | AC    | Marco Prunotto         | 2001 | 203 cm |        |  |

| Allenatore                                                                                             |
| - Antimo Martino                                                                                       |
| Assistente/i                                                                                           |
| - Stefano Comuzzo - Alessandro Lotesoriere Legenda - (C) Capitano - (IN) Inattivo - Infortunato Roster |

## Mercato

### Sessione estiva
| Acquisti | Acquisti               | Acquisti        | Acquisti   | Acquisti |
| R.       | Nome                   | da              | Modalità   |          |
| -------- | ---------------------- | --------------- | ---------- | -------- |
| ALL      | Alessandro Lotesoriere | Basket Ravenna  | definitivo |          |
| P        | Rok Stipčević          | Rytas Vilnius   | definitivo |          |
| AC       | Ed Daniel              | Peristeri       | definitivo |          |
| G        | Kassius Robertson      | Bayreuth        | definitivo |          |
| C        | Henry Sims             | Virtus Roma     | definitivo |          |
| A        | Nicolò Dellosto        | Pall. Reggiana  | definitivo |          |
| GA       | Pietro Aradori         | Virtus Bologna  | definitivo |          |
| C        | DeShawn Stephens       | Hapoel Tel Aviv | definitivo |          |

| Cessioni | Cessioni         | Cessioni              | Cessioni       | Cessioni |
| R.       | Nome             | a                     | Modalità       |          |
| -------- | ---------------- | --------------------- | -------------- | -------- |
| AP       | Guido Rosselli   | Scaligera Verona      | fine contratto |          |
| AC       | Giovanni Pini    | Virtus Roma           | fine contratto |          |
| G        | Kenny Hasbrouck  | Scaligera Verona      | fine contratto |          |
| P        | Marco Venuto     | Basket Ravenna        | fine contratto |          |
| ALL      | Roberto Lopez    | Salus Bologna         | fine contratto |          |
| A        | Andrea Benevelli | Urania Milano         | fine contratto |          |
| ALL      | Matteo Tasini    | Polisportiva Nazareno | fine contratto |          |
| GA       | Giacomo Sgorbati | Orlandina             | fine contratto |          |
| GA       | Carlos Delfino   | Free agent            | fine contratto |          |

### Dopo l'inizio della stagione
| Acquisti | Acquisti     | Acquisti    | Acquisti         | Acquisti   |
| R.       | Nome         | da          | Data             | Modalità   |
| -------- | ------------ | ----------- | ---------------- | ---------- |
| PG       | Jerome Dyson | Virtus Roma | 26 febbraio 2020 | definitivo |

| Cessioni | Cessioni          | Cessioni       | Cessioni        | Cessioni       |
| R.       | Nome              | a              | Data            | Modalità       |
| -------- | ----------------- | -------------- | --------------- | -------------- |
| C        | DeShawn Stephens  | Scafati Basket | 31 ottobre 2019 | fine contratto |
| G        | Kassius Robertson | Free agent     | 3 marzo 2020    | rescissione    |